# Голдгок-роуд (станція метро)

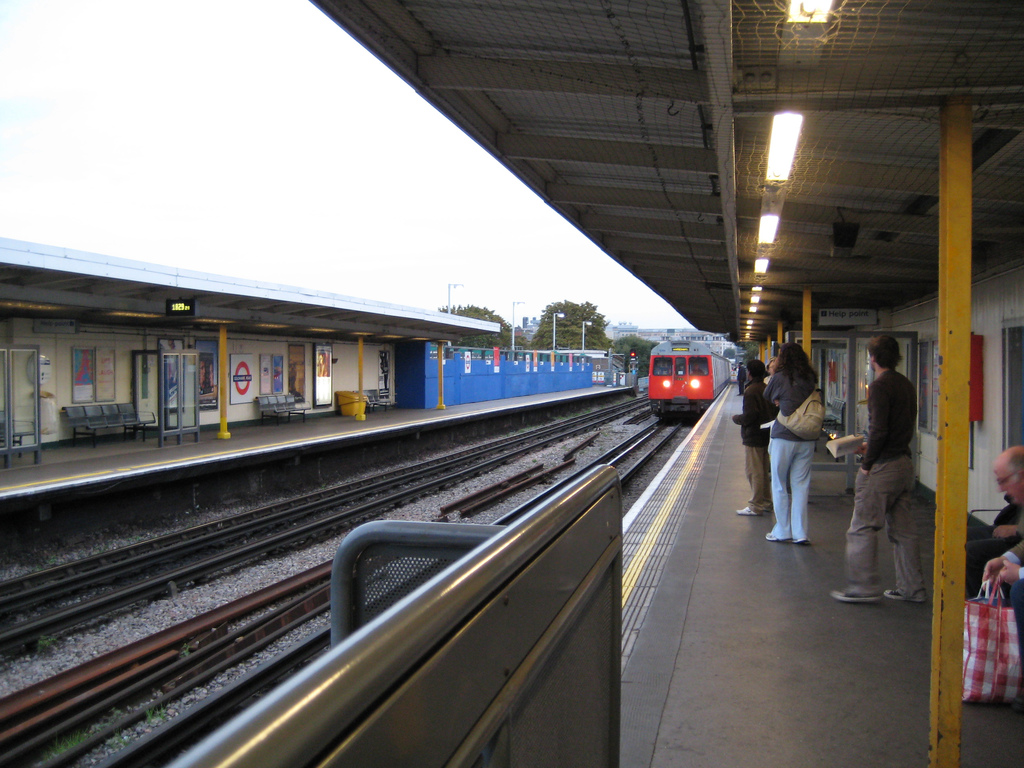
Платформа станції Голдгок-роуд

51°30′07″ пн. ш. 0°13′37″ зх. д. / 51.502° пн. ш. 0.227° зх. д.
Голдгок-роуд (англ. Goldhawk Road) — станція Лондонського метрополітену ліній Кільцева та Гаммерсміт-енд-Сіті. Станція знаходиться у боро Гаммерсміт і Фулем, у 2-й тарифній зоні, між метростанціями Гаммерсміт та Шепгердс-Буш-маркет. В 2017 році пасажирообіг станції становив 2.14 млн пасажирів
Конструкція станції — наземна відкрита з двома береговими платформами.

## Історія
- 1. квітня 1914 — відкриття станції у складі Metropolitan Railway (сьогоденна лінія Метрополітен)[3]
- 13. грудня 2009 — відкриття трафіку Кільцевої лінії[4]

## Пересадки
Пересадки на автобуси London Buses маршрутів: 94 та 237.